# Bocaina de Minas
Bocaina de Minas este un oraș în unitatea federativă Minas Gerais (MG), Brazilia.